# Woziwoda
Woziwoda (niem. Woziwoda, po 1900 Schüttenwalde) – osada w Polsce, położona w województwie kujawsko-pomorskim, w powiecie tucholskim, w gminie Tuchola. Miejscowość jest częścią składową sołectwa Klocek.
W latach 1975–1998 miejscowość administracyjnie należała do województwa bydgoskiego.
W pobliżu siedziby nadleśnictwa rośnie pomnikowy dąb szypułkowy, zwany Zbyszkiem. To drzewo o obwodzie 700 cm i wysokości 17 m (w 2007 roku), jego pień tworzą niewielkie konary, ponieważ został on niegdyś ułamany przez wiatr; na korze drzewa widoczne są osobniki chronionego grzyba – ozorka dębowego.
W miejscowości zachowany budynek dawnej gorzelni.